# Phonautograph
Ein Phonautograph (Neologismus aus altgriechisch φωνή 'phoné' =Ton, αὐτός autós =selbst und γράφειν 'gráphein' =schreiben; wörtlich also Tonselbstschreiber) ist eine Vorrichtung zur grafischen Aufzeichnung von Schall.

Phonautograph von Scott de Martinville

## Entwicklung und Funktionsweise
Der erste Phonautograph wurde 1857 von Édouard-Léon Scott de Martinville konstruiert. Er verwendete einen an eine Membran angeschlossenen Trichter, um den Schall sichtbar zu machen. Mittels einer an der Membran angebrachten Schweinsborste wurde auf einem mit einer Handkurbel angetriebenen, rußgeschwärzten Zylinder aus Glas eine graphische Aufzeichnung des Amplituden-Zeitverlaufs erstellt. Der Instrumentenbauer und Akustiker Rudolph Koenig, der an der Realisierung des Apparates beteiligt war, entwickelte ab 1862 weitere Geräte, bei denen eine Gasflamme durch in einem Trichter aufgefangenen Schall moduliert wurde. Das von der Flamme ausgehende Licht wurde dann mit einem drehbaren Spiegel projiziert. Zwölf Jahre später konstruierte Alexander Graham Bell einen Phonautographen, der den Schall mit Hilfe eines einem Leichnam entnommenen Ohres aufnahm und auf einem berußten Metallzylinder zur optischen Ansicht aufzeichnete.
An eine Tonwiedergabe wurde noch nicht gedacht, und zwar weder mit dem Gerät selbst (wie etwa beim Phonographen) noch gab es ein spezielles Wiedergabegerät, denn es sollte nur die Zusammensetzung des Schalls optisch erkennbar sein.
Erst 2008 konnte eine Tonaufzeichnung jenes Phonautographen von 1860 rekonstruiert und hörbar gemacht werden, womit Scott die älteste bekannte Tonaufnahme zugeschrieben werden kann.